# Penisola Šipunskij
La penisola Šipunskij (in russo Шипунский полуостров, Šipunskij poluostrov) è una delle quattro grandi penisole che si protendono nel mare di Bering sul lato orientale della Kamčatka. È situata 90 km a nord-est della capitale provinciale, Petropavlovsk-Kamčatskij, nell'Elizovskij rajon del Territorio della Kamčatka, nel Circondario federale dell'Estremo Oriente. 

## Geografia
La penisola Šipunskij si affaccia per 34 km nel mare di Bering e divide il golfo dell'Avača (a sud) dal golfo Kronockij (a nord). La penisola termina a sud-est in capo Šipunskij (мыс Шипунский) dove si trova un faro. La parte più larga misura 22 km. Il punto più alto è il monte Snežnaja (гора Снежная) con i suoi 935 m. A nord della penisola si trova l'estuario del fiume Županova (река Жупанова).
A differenza delle altre penisole del lato orientale della Kamčatka (Kronockij, Kamčatskij e Ozernoj), La penisola Šipunskij è tagliata da profondi fiordi. La costa è ripida, rocciosa, con numerosi promontori e scogli, soprattutto nella parte orientale. 
La maggiore insenatura del lato meridionale è la baia Bečevinskaja (бухта Бечевинская). Le baie sul lato nord-est sono: Železnaja (бухта Железная), Moržovaja (бухта Моржовая), Bol'šaja Medvežka (бухта Большая Медвежка) e Malaja Medvežka (бухта Малая Медвежка).
La piccola isola Moržovyj (остров Моржовый) si trova adiacente al capo omonimo sul lato nord-est (53°16′02″N 160°01′38″E). Il parco naturale Nalyčevo è situato a ovest della penisola.

## Storia
La penisola fu mappata per la prima volta nel 1726 da Ivan P. Kozyrevskij; i primi studi sulla costa furono fatti nel 1742 da A. Jurlov, membro della Seconda spedizione in Kamčatka, e nel 1790 durante la spedizione Billings-Saryčev nel Nord Pacifico. 